# L.J. Schelde
Laurids Jepsen Schelde (født 7. september 1837 i Ferup, død 15. november 1898 sammesteds) var en dansk gårdejer og politiker. Han var medlm af Folketinget fra 1878 til 1890.
Schelde, som var søn af gårdejer J.L. Schelde, stammede fra landsbyen Ferup i Lejrskov Sogn vest for Kolding. Han var elev på Rødding Højskole i vintersæsonen 1855-1856 og erhvervede derefter en gård i Ferup. Han var medlem af sognerådet i Lejrskov-Jordrup Kommune fra 1865 til 1876 og igen fra 1886, og var sognerådsformand fra 1867 til 1876. Han var også gennem en del år formand for den lokale sparekasse.
Schelde stillede op til folketingsvalget i 1876 i Bækkekredsen mod N.J. Termansen som havde været kredsens medlem af Folketinget siden 1858, men kunne ikke besejre Termansen. I 1878 udtrådte Termansen imidlertid af Folketinget, fordi han var blvet valgt til Landstinget, og ved det efterfølgende suppleringsvalg i Bækkekredsen vandt Schelde. Han blev genvalgt flere gange men tabte ved valget i 1890 til husmand Laurids Rasmussen. Politisk tilhørte Schelde Venstre.